# La Quête de Deltora
La Quête de Deltora (titre original : Deltora Quest series) est un cycle de roman de high fantasy de l'auteure australienne Emily Rodda. Découpée en trois cycles, elle narre les aventures de Lief, Barda et Jasmine dans leur lutte contre le Seigneur des Ténèbres.

## Résumé
L'ensemble de l’œuvre décrit les aventures de Lief, le personnage principal, accompagné de Barda et Jasmine, afin de sauver le royaume de Deltora, tombé aux mains d'une figure maléfique ; le Seigneur des ténèbres.
Chaque arc montre une évolution de ce combat et des relations entre les personnages.
Le premier arc décrit leur quête visant à restituer à la ceinture de Deltora les 7 pierres précieuses, chacune étant dotée de particularités magiques. Une fois la ceinture complète et remise au roi légitime, une puissante magie en émane, provoquant la fuite du Seigneur des ténèbres et ainsi la libération de Deltora. Durant cet arc, Lief, Barda et Jasmine apprendront à se connaitre.
Le deuxième arc décrit cette fois leur quête pour sauver les deltorans emportés au pays des ténèbres. La ceinture de Deltora ne leur permettant pas le pouvoir de s'opposer au Seigneur des ténèbres sur son propre territoire, les héros décideront de chercher à reconstituer la flûte de Pirra, instrument séparé en trois parties qui, unies, permettent, si l'on en joue correctement, de disposer d'une puissante magie suffisante pour désarçonner le Seigneur des ténèbres. Ils y parviennent et retournent en Deltora en ayant sauvé les deltorans. Durant cet arc, Lief et Jasmine vivent des difficultés pour communiquer, chacun gardant des secrets qu'ils considèrent ne pas pouvoir révéler à l'autre.
Le troisième et dernier arc décrit leur recherche et destruction de quatre entités nommées "Sœurs", entités placées par le Seigneur des ténèbres avant même sa conquête du royaume. Chaque sœur produit un chant détruisant la prospérité des terres et mers du royaume et affectant les personnes émotionnellement. Au fur et à mesure qu'ils détruisent de Sœurs, les terres recommencent à devenir fertiles, les mers recommencent à fournir du poisson et les affections émotionnelles diminuent. La destruction des Sœurs est permise par le soutien des dragons, espèce supposée éteinte alors. Il est révélé qu'il y a une espèce de dragon par gemme précieuse, chaque espèce ayant son territoire spécifique. Il ne reste alors qu'un représentant de chaque espèce. Après avoir vaincu les quatre Sœurs littéralement aux quatre coins du pays, ils sont surpris par l'arrivée d'une cinquième créature menaçant d'anéantir l’entièreté du pays. Cependant les 7 dragons se réunissent pour vaincre cette dernière menace.
L'histoire se clôt avec un Lief prêt et attentif à affronter tout autre menace provenant du Seigneur des ténèbres, la narration mettant l’appui sur le fait que désormais Deltora est sous bonne protection, et le sera pour une longue période.

### Cycle 1
Lief, Barda et Jasmine commencent une quête qui permettra de reconstituer la Ceinture de Deltora, seul objet capable de repousser le Seigneur des Ténèbres, qui exerce sa tyrannie depuis plus de 16 ans. Pour reconstituer la Ceinture de Deltora, ils doivent retrouver les sept pierres précieuses qui la composaient autrefois (topaze, rubis, opale, lapis-lazuli, émeraude, améthyste et diamant). Ces pierres ont été envoyées dans les lieux les plus terribles et dangereux de Deltora par le Seigneur des Ténèbres afin d'empêcher quiconque de compléter la ceinture.
1. Les Forêts du silence (avec l'horrible Wennbar et le cruel Gorl protecteur de la topaze)
2. Le Lac des pleurs (avec Thaegan ses enfants et Soldeen, protecteur du Lac des pleurs et du rubis)
3. La Cité des rats (avec des rats et une bête assoiffée de sang)
4. Les Sables mouvants (avec un terrible désert rempli de monstres et des jeux trafiqués)
5. Les Montagnes redoutables (avec des Gnomes et un crapaud géant)
6. Le Labyrinthe de la bête (avec le Glus, les Ols et les pirates)
7. La vallée des égarés (avec le Gardien et ses monstres)
8. Retour à Del (avec les Ak-babas, les Gardes Gris et les autres monstres du Seigneur des Ténèbres)

### Cycle 2
Lief, roi de Deltora enfin sur le trône, doit sauver les habitants de Deltora prisonnier du Seigneur des Ténèbres. La Ceinture de Deltora, seul objet capable de vaincre le mal, ne peut franchir la frontière de Deltora pour aller ainsi le détruire sur son propre territoire. Ayant retrouvé les Annales de Deltora, Lief va découvrir qu'un second objet est à même de contrer l'Ennemi : La Flûte de Pirra... Pirra était un pays prospère avant de devenir le Pays des Ténèbres. Le dirigeant de ce pays était une joueuse de flûte qui mourut soudainement. Pour la remplacer, trois joueurs de flute se présentèrent. Mais les habitants ne surent les départager et, influencés par un mystérieux personnage, ils scindèrent La Flûte de Pirra en trois parties pour en remettre un morceau à chacun. La flute étant inutilisable, le Seigneur des Ténèbres envahit Pirra. obligeant les Pirrans, dorénavant divisés en trois peuples, à s'installer dans des grottes souterraines pour devenir des gobelins. Lief, Barda et Jasmine doivent trouver ces trois peuples et récupérer les trois parties de La Flûte de Pirra pour ainsi libérer les prisonniers du seigneur des ténèbres...
1. La Caverne de la peur (sous les collines d'os-mine arriveront-ils à vaincre la Peur dans sa caverne ?)
2. L'Île de l'ilusion (qui sont les Aurons ; réussiront-ils à retrouver la lumière et détruire le dôme de l'illusion ?)
3. Le Pays des ténèbres (dans ce pays si sinistre réussiront-ils à délivrer les esclaves et Faith ?)

### Cycle 3
Deltora, libéré de la tyrannie du seigneur des ténèbres et ses habitants sauvés, rencontre un autre problème : la famine. Lief va découvrir que le seigneur des ténèbres, durant son règne sur Deltora, a créé quatre créatures démoniaques, Les Quatre Sœurs. Ces créations des ténèbres assèchent le pays et le stérilisent. Aidés par les sept dragons de Deltora, les trois compagnons devront détruire Les Quatre Sœurs afin de sauver à nouveau leur pays...
1. Le Nid du dragon (avec Rolf qui est le gardien)
2. La Porte de l'ombre (avec le porte-masque)
3. L'Île des morts
4. L'Ultime Combat

## Animé
Les studios japonais Genco et Sky Perfect Well Think ont produit une adaptation animée en 65 épisodes, Deltora Quest (en), diffusée pour la première fois entre le 6 janvier 2007 et le 29 mars 2008.
Globalement, l'histoire de l'animé est la même que celle des livres. À noter que l'animé ne concerne que les évènements du premier cycle des romans.